# Erythropitta
Erythropitta (česky pita, toto jméno je ale používáno pro vícero rodů) je rod ptáků z čeledi pitovití (Pittidae). Zástupci rodu se vyskytují převážně v jihovýchodní Asii, ačkoli jeden druh, Erythropitta macklotii, žije v severovýchodní Austrálii. Pity rodu Erythropitta se vyznačují červeným nebo karmínovým zbarvením spodních partií těla (z řeckého označení pro červenou barvu vychází i odborné jméno rodu). Opeření na zádech je většinou nazelenalé nebo namodralé. Obecně jde o malé pěvce s krátkým ocasem.
Historicky byly všechny pity řazeny spíše do jediného rodu Pitta, samostatné rody Erythropitta a Hydrornis jsou šířeji uznávány od roku 2006.

## Seznam druhů
- pita luzonská, Erythropitta kochi
- pita červenobřichá, Erythropitta erythrogaster
- pita sulská, Erythropitta dohertyi
- Erythropitta celebensis
- Erythropitta palliceps
- Erythropitta caeruleitorques
- Erythropitta rubrinucha
- Erythropitta rufiventris
- Erythropitta meeki
- Erythropitta novaehibernicae
- Erythropitta macklotii
- pita bornejská, Erythropitta arquata
- pita granátová, Erythropitta granatina
- pita nížinná, Erythropitta ussheri
- pita horská, Erythropitta venusta